# الیکایی چمنی غربی
الیکایی چمنی غربی (نام علمی: Amytornis textilis) نام یک گونه از سرده الیکایی چمنی است.